# S.O.S. Antarctica
 (août 2024).
Si vous disposez d'ouvrages ou d'articles de référence ou si vous connaissez des sites web de qualité traitant du thème abordé ici, merci de compléter l'article en donnant les références utiles à sa vérifiabilité et en les liant à la section « Notes et références ».
Pour les articles homonymes, voir Antarctica.
S.O.S. Antarctica (titre original : Antarctica, Inc) est un roman de hard science fiction de Kim Stanley Robinson publié en langue originale en 1997 puis en France aux Presses de la Cité en 1998.

## Résumé
L'intrigue s'inspire de la problématique écologiste déjà traitée dans La Trilogie de Mars. L'auteur  met en scène dans un futur proche la résistance du groupe des écoteurs à l'exploitation industrielle de l'Antarctique. Les écoteurs forment une société utopique clandestine dont l'objet est le sabotage des infrastructures industrielles du continent pour des motifs écologiques, tout en essayant de vivre harmonieusement avec leur environnement polaire.